# MASCARA&MASCARAS
「MASCARA & MASCARAS」（マスカラ アンド マスカラス）は、日本のロックバンド、TRICERATOPSの4枚目のシングル。1998年7月15日 、エピックレコードジャパンよりリリース。 

## 内容
- アルバム『TRICERATOPS』より3ヶ月でリリース。
- 1999年9月8日、12cm化して再発された。

## 収録曲
1. MASCARA & MASCARAS (3:47)
2. KISS ME BABY (3:27)

全作詞・作曲：和田唱　編曲：TRICERATOPS